# Bel-Nor
Bel-Nor – wieś w Stanach Zjednoczonych, w stanie Missouri, w hrabstwie St. Louis.